# 刘恒 (天顺进士)
劉恒（1430年—？年），字公誠，四川敘州府富順縣人，明朝政治人物。
天順八年甲申科第二甲第二名進士。

## 家族
曾祖劉以能，祖劉九成，父劉鼎榮，前母周氏；彭氏；繼母成氏